# Konsellu Superior Defeza no Seguransa
Der Konsellu Superior Defeza no Seguransa KSDS (portugiesisch Conselho Superior de Defesa e Segurança CSDS, deutsch Oberster Rat für Verteidigung und Sicherheit) ist ein beratendes Gremium des Staatspräsidenten Osttimors. Es wurde mit Abschnitt 148 der Verfassung von Osttimor eingeführt.

## Aufgaben
Die genaue Zusammensetzung, Organisation und Funktion des KSDS wird gesetzlich festgelegt. Laut Gesetz 02/2005 Artikel 3 berät der KSDS das Staatsoberhaupt:
- in Punkten betreffs Verteidigungs- und Sicherheitspolitik
- bei der Überprüfung der Gesetzgebung und Einführung neuer Gesetze für die Organisation, Funktion und Disziplin der Verteidigungskräfte Osttimors (F-FDTL), der Polizei (PNTL) und aller anderen Sicherheitskräfte.
- im Prozess von internationalen Vereinbarungen im Bereich Verteidigung und Sicherheit
- bei der Entscheidung über eine Kriegserklärung oder eines Friedensschlusses
- der Entscheidung über der Ausrufung des Belagerungs- oder des Ausnahmezustands
- bei der Entscheidung über die Ernennung oder Abberufung des Chefs des Generalstabes der Verteidigungskräfte und seines Stellvertreters
- bei der Entscheidung über die Ernennung oder Abberufung der Stabschefs der einzelnen Teilstreitkräfte und ihrer Stellvertreter
- bei der Entscheidung über andere Angelegenheiten, die Verteidigung oder Sicherheit betreffen, die der Staatspräsident den Ratsmitgliedern vorlegt.

Der Rat entscheidet selbst über seine Geschäftsordnung oder Änderungen. Beobachter der Sitzungen kann der Präsident selbst oder auf Bitte des Premierministers einladen. Die Sitzungen finden aber nicht öffentlich statt. Die Stellungnahmen des Rates werden im Jornal da República und andere Wege, die der Rat bestimmt veröffentlicht. Stellungnahmen zu Fragen der Kriegserklärung, des Friedensschlusses, des Belagerungs- oder des Ausnahmezustands unterliegen besonderer Bedingungen.

## Mitglieder
Dem Gremium sitzt der Staatspräsident vor und hat zivile und militärische Mitglieder, wobei laut Verfassung die Zahl der zivilen Mitglieder, jene der militärischen übersteigen soll. Nach dem Gesetz 02/2005 besteht der KSDS aus 14 Mitgliedern. Neben Präsidenten und Premierminister sind dies die Minister oder Staatssekretäre der Ressorts Innen, Justiz, Verteidigung und Äußeres. Dazu kommen drei Abgeordnete des Nationalparlaments Osttimors, der Chef des Geheimdienstes (SNI), der Generalstabschef der Verteidigungskräfte Osttimors, der Kommandant der Polizei und zwei vom Präsidenten ernannte Bürger. Ohne den Staatspräsidenten kann der Rat nicht tagen.
Die Mitglieder des Rates können weder zivil- noch strafrechtlich oder disziplinarisch für Aussagen oder Abstimmungsverhalten innerhalb der Ausübung ihrer Funktion belangt werden. Sie dürfen auch nicht ohne Genehmigung des Rates arrestiert oder inhaftiert werden, es sei denn in flagranti bei Straftaten, die mit mehr als zwei Jahren Gefängnis geahndet werden. Wird ein Ratsmitglied eines solchen Verbrechens angeklagt, kann er vom Rat suspendiert werden. Ohne Genehmigung dürfen Ratsmitglieder nicht als Zeugen oder Experten in offiziellen Prozessen auftreten.
Ratsmitglieder haben in Ausübung ihres Amtes freien Zugang zu öffentlichen Orten mit ansonsten beschränkten Zutritt. Sie haben das Recht in ihrer Funktion Informationen und Veröffentlichungen von Amtsseite zu erhalten, die sie als notwendig für ihre Arbeit ansehen.
Die Tagesordnung für Sitzungen des Rates werden vom Chef des Militärstabes im Präsidialamt vorbereitet und dem Staatspräsidenten vorgelegt. Der Stabschef nimmt auch an den Sitzungen des Rates teil.

### Vereidigung 12. Mai 2005
1. Xanana Gusmão (Präsident)
2. Marí Alkatiri (Premierminister)
3. José Ramos-Horta (Außenminister)
4. Roque Rodrigues (Verteidigungsminister)
5. Domingos Maria Sarmento (Justizminister)
6. Rogério Lobato (Innenminister)
7. Taur Matan Ruak (Chef des Generalstabes der F-FDTL)
8. Paulo de Fátima Martins (Generalkommandant der PNTL)
9. Francisco Guterres (Parlamentspräsident)
10. Gregório Saldanha (Abgeordneter)
11. Paulo Assis Belo (Abgeordneter)
12. Ricardo Ribeiro (Chef des SNSE, Vorgänger des SNI)
13. Dionísio Babo (vom Präsidenten ernanntes Mitglied)
14. Jacinto Alves (vom Präsidenten ernanntes Mitglied)[4]

### Stand 28. Mai 2018
1. Francisco Guterres (Präsident)
2. Marí Alkatiri (Premierminister)
3. Aurélio Guterres (Außenminister)

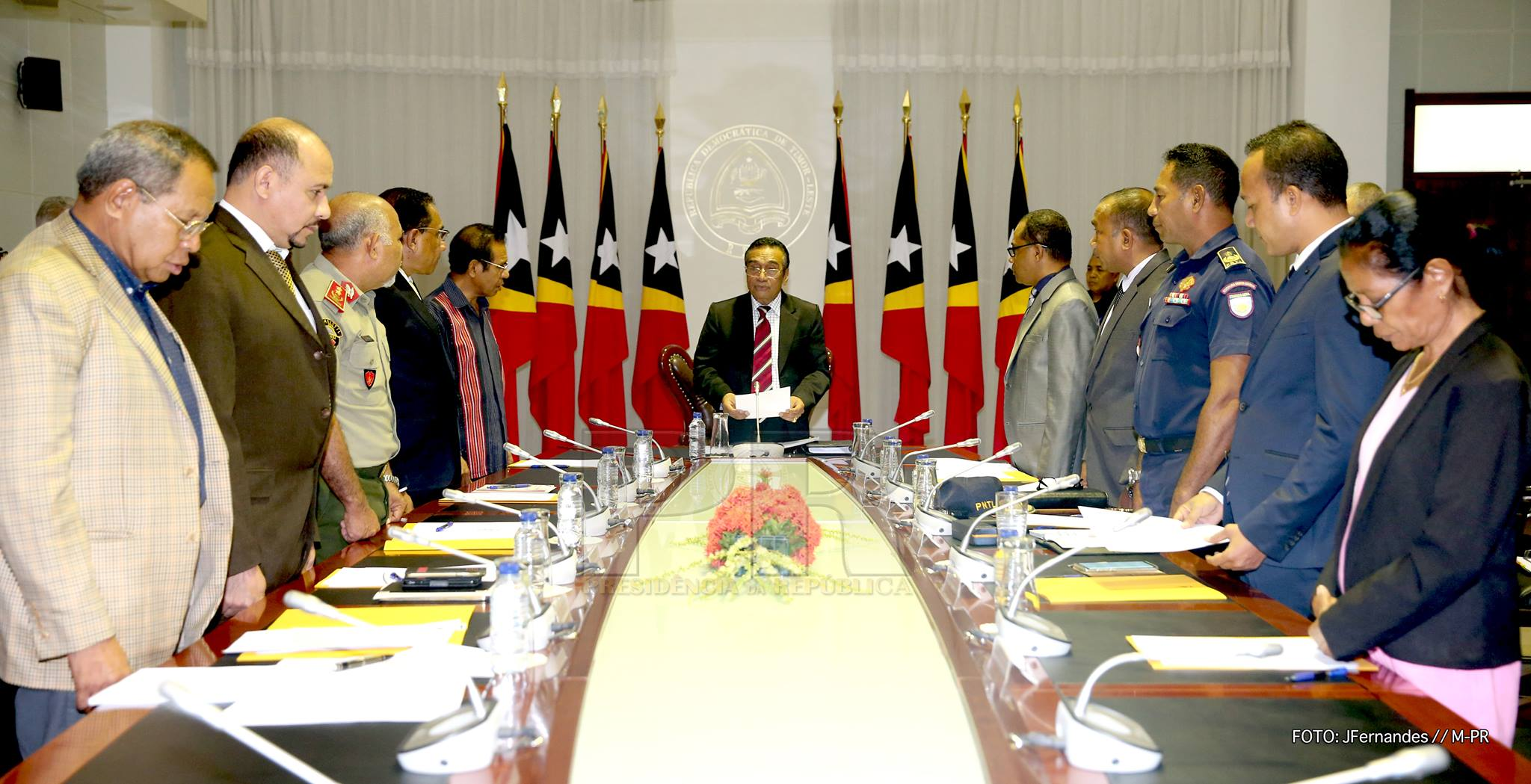
Sitzung des Konsellu Superior Defeza no Seguransa 2018

4. José Ramos-Horta (Staatsminister und Berater für Fragen der nationalen Sicherheit)
5. José Agostinho Sequeira Somotxo (Verteidigungsminister)
6. Ângela Carrascalão (Justizministerin)
7. David Ximenes (Abgeordneter)
8. Jacinto Viegas Vicente Roque (Abgeordneter)
9. Merício Juvinal dos Reis (Staatssekretär)
10. Lere Anan Timur (Chef des Generalstabes der F-FDTL)
11. Júlio Hornay (Generalkommandant der PNTL)
12. Manuel Serrano (Generaldirektor des SNI)
13. Cornélio da Conceição Gama L7 (vom Präsidenten ernanntes Mitglied)
14. Cristina Alves da Silva (vom Präsidenten ernanntes Mitglied)[5]

### Stand 2019

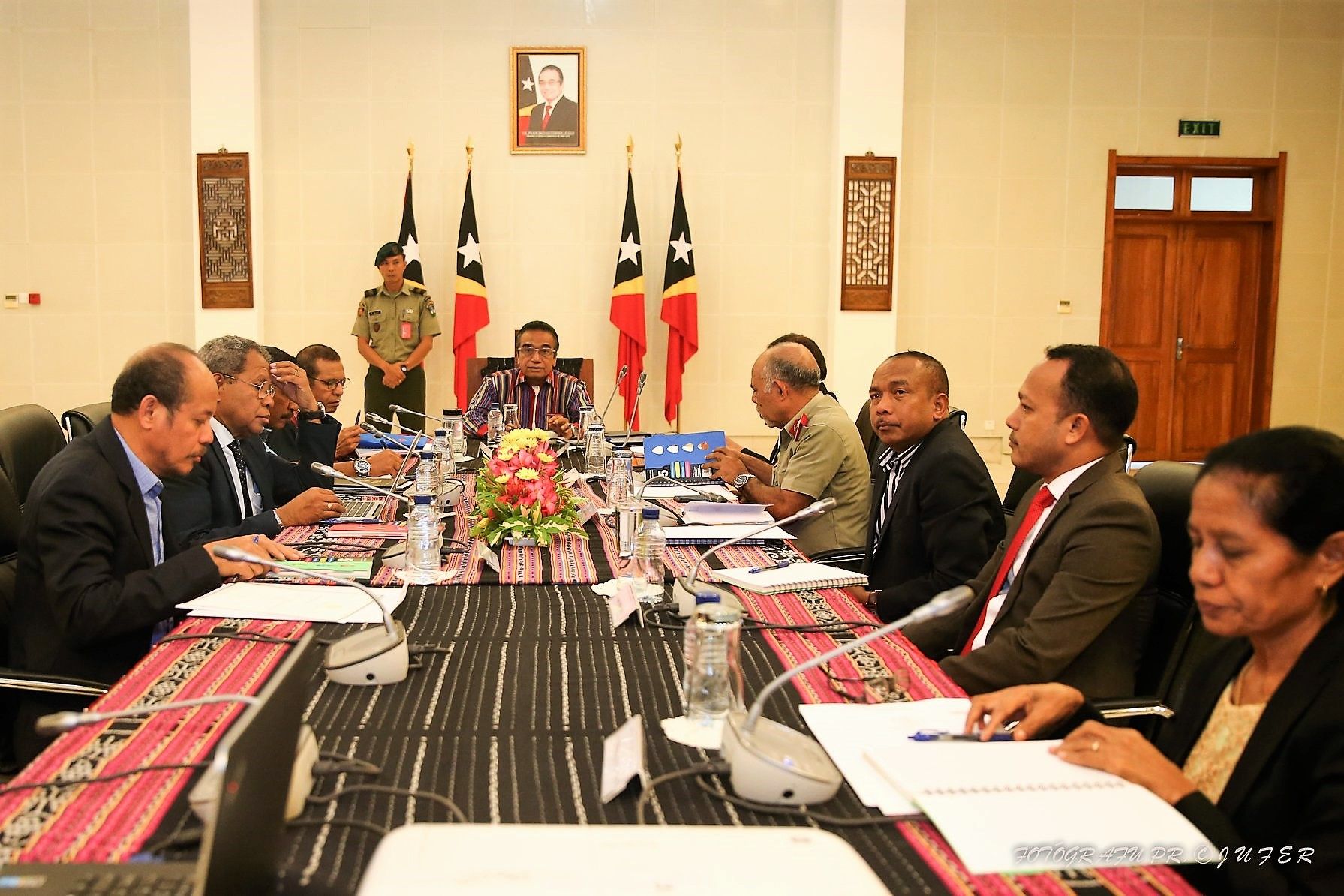
Sitzung des Konsellu Superior Defeza no Seguransa 2019

Mit den Parlamentswahlen in Osttimor 2018 und dem Antritt der VIII. konstitutionellen Regierung Osttimors am 22. Juni änderte sich die sich auch die Zusammensetzung des Rates. Zudem wurde Júlio Hornay als Polizeikommandant 2019 abgelöst.
1. Francisco Guterres (Präsident)
2. Taur Matan Ruak (Premierminister)
3. Filomeno Paixão (Verteidigungsminister und amtsführender Innenminister)
4. Dionísio Babo (Außenminister)
5. Manuel Cárceres da Costa (Justizminister)
6. Lere Anan Timur (Chef des Generalstabes der F-FDTL)
7. Faustino da Costa (Generalkommandant der PNTL)
8. Manuel Serrano (Generaldirektor des SNI)
9. David Ximenes (Abgeordneter)
10. Adérito Hugo da Costa (Abgeordneter)
11. Abel Pires da Silva (Abgeordneter)
12. Cristina Alves da Silva (vom Präsidenten ernanntes Mitglied)
13. José Manuel Fernandes Nakfilak (vom Präsidenten ernanntes Mitglied)[6][7]

### Stand 2020–2023

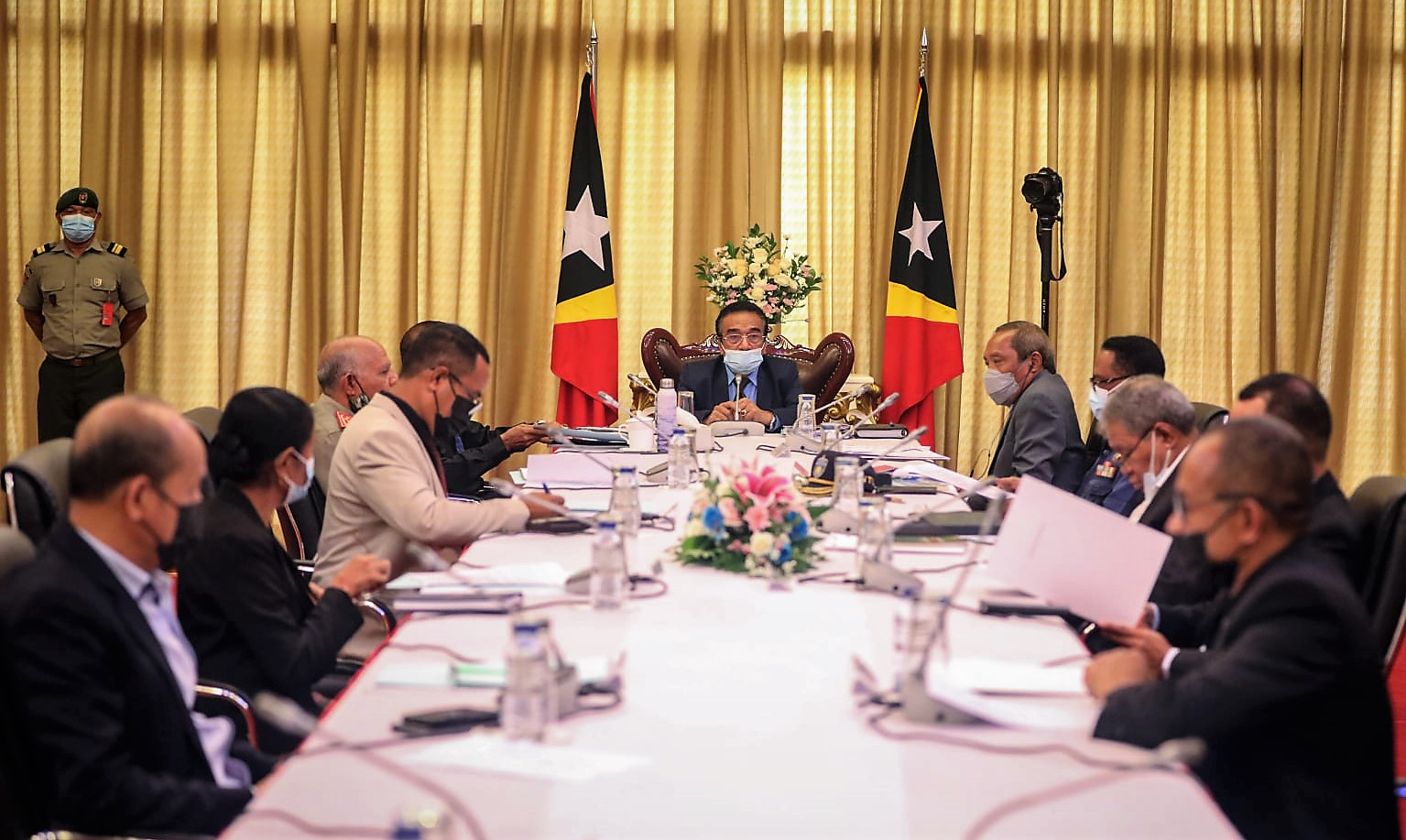
Treffen des Sicherheitsrates zur Verabschiedung von Lere Anan Timur in den Ruhestand (27. Jan. 2022)

2020 kam es zu einer Regierungsumbildung.
1. Francisco Guterres (Präsident)
2. Taur Matan Ruak (Premierminister und Innenminister)
3. Filomeno Paixão (Verteidigungsminister)
4. Adaljíza Magno (Außenministerin)
5. Manuel Cárceres da Costa (Justizminister)
6. Lere Anan Timur (Chef des Generalstabes der F-FDTL), am 28. Januar 2022 abgelöst durch Falur Rate Laek
7. Faustino da Costa (Generalkommandant der PNTL)
8. Manuel Serrano (Generaldirektor des SNI), wahrscheinlich 2021 abgelöst von Domingos Amico da Câmara
9. David Ximenes (Abgeordneter)
10. Adérito Hugo da Costa (Abgeordneter)
11. Abel Pires da Silva (Abgeordneter)
12. Cristina Alves da Silva (vom Präsidenten ernanntes Mitglied)
13. José Manuel Fernandes Nakfilak (vom Präsidenten ernanntes Mitglied)

### Stand seit 2023
2022 wurde José Ramos-Horta wieder zum Präsidenten gewählt und 2023 Xanana Gusmão zum Premierminister.
1. José Ramos-Horta (Präsident)
2. Xanana Gusmão (Premierminister)
3. Pedro Klamar Fuik (Verteidigungsminister)
4. Bendito Freitas (Außenministerin)
5. Amândio de Sá Benevides († 2024), Nachfolger: Sérgio Hornai (Justizminister)
6. Francisco da Costa Guterres (Innenminister)
7. Falur Rate Laek (Chef des Generalstabes der F-FDTL)
8. Henrique da Costa (Generalkommandant der PNTL), seit 2023
9. Longuinhos Monteiro (Generaldirektor des SNI), seit 2023
10. Maria Terezinha Viegas (Abgeordnete)
11. David Ximenes (Abgeordneter)
12. Duarte Nunes (Abgeordneter)
13. Júlio Tomás Pinto (vom Präsidenten ernanntes Mitglied)
14. Nuno Manuel Corvelo de Andrade Sarmento (vom Präsidenten ernanntes Mitglied)[8]